# Perdita williamsi
Perdita williamsi là một loài Hymenoptera trong họ Andrenidae. Loài này được Timberlake mô tả khoa học năm 1962.